# سیمپسون (پنسیلوانیا)
سیمپسون (به انگلیسی: Simpson) یک منطقهٔ مسکونی در ایالات متحده آمریکا است که در شهرستان لاکاوانا، پنسیلوانیا واقع شده‌است. سیمپسون ۱٬۲۷۵ نفر جمعیت دارد و ۳۶۴٫۸۵ متر بالاتر از سطح دریا واقع شده‌است.